# José Happart
José Happart este un om politic belgian, membru al Parlamentului European în perioada 1994-1999 din partea Belgiei. 
1. ↑  José HAPPART, Dictionnaire des Wallons
2. ↑  Deputații în Parlamentul European